# Glossobius ogasawarensis
Glossobius ogasawarensis är en kräftdjursart som beskrevs av Nunomura 1992. Glossobius ogasawarensis ingår i släktet Glossobius och familjen Cymothoidae. Inga underarter finns listade i Catalogue of Life.